# Tabáni tűzvész (1810)
A nagy tabáni tűzvész 1810. szeptember 5-én történt. Ezt megelőzően 1526-ban és 1686-ban is leégett Budán a Tabán, de ez volt a legsúlyosabb és legismertebb tűzeset.

## Előzmények
A Tabán lakói a 19. század végi filoxérajárványok előtt – a bőripar mellett – főként szőlőtermesztéssel foglalkoztak. Az eset szüret idején történt, amikor a lakók nagy része a környező szőlőkben dolgozott (más forrás szerint a szüreti mulatságra készültek).
A tüzet megelőző időszakban száraz, szeles időjárás volt, ami fokozta a tűzveszélyt, és a kutakat is kiszárította.
A pusztítás mértékét a Tabán építészete is megalapozta: a girbegurba utcákban sűrűn telepített, gyúlékony anyagokból épült házak álltak. Szervezett tűzoltás ebben az időben nem volt, és az építkezéseket sem szabályozták tűzvédelmi szempontok alapján.

## A tűz kitörése
A korabeli beszámolók szerint a szüreti előkészületek keretében hordókat égettek, és Schuller János kádármester inasa, Gierl a délutáni órákban tűzrakásra alkalmasnak ítélte meg a szeles időt, de tévedett. A légmozgás következtében röptűz alakult ki: a felszálló parazsat a szél gyorsan tovarepítette, és először egy közeli házra vetette, majd újabb és újabb háztetők gyulladtak ki. Hamarosan megfékezhetetlen tűz tört ki.

## A tűz lefolyása
A tűz gyorsan terjedt, csakhamar elérve a Vízivárost és a Krisztinavárost is. Tetézte a bajt, hogy kigyulladt a Pestre vezető hajóhíd, így a segíteni vágyó pestiek a Dunán át tehetetlen nézőként szemlélték a vészt, nem tudtak részt venni az oltásban. A lakosság nagy része a szüret miatt távol volt, a kutak pedig olyan szárazak voltak, hogy jobb híján még a borukat is tűzoltásra használták az emberek. Ilyen körülmények között, a tűz terjedését elősegítő építészeti megoldásokat is figyelembe véve, esély sem volt a lángok megfékezésére.
Az emberek végül vagyontárgyaikat is hátrahagyva már csak a puszta életüket próbálták menteni.

## Károk
Éjszakára a Tabán jelentős része, mintegy 400 ház leégett. A lángok martaléka lett Virág Benedek költő háza és értékes könyvtára is. A halálos áldozatok számára csak becslések vannak: ezek 50-100 halottról szólnak. A szomszédos Vízivárosban egészen a kapucinus templomig tartott a  pusztítás.
A keletkezett hő következtében megolvadt a harang az Alexandriai Szent Katalin-templom tornyában, a szerb ortodox templom pedig – számos raktárral egyetemben – teljesen elpusztult. Több ezerre tehető a hajléktalanná vált emberek száma. Az anyagi kár 6 millió akkori forintra rúgott.

## A katasztrófa utóélete
A tabániak, ahogy a korábbi tűzesetek és az Ördög-árok áradásai után, most is újjáépítették házaikat. Habár a város bizottságot állított fel, hogy a tűznek ellenállóbb településszerkezetet alakítsanak ki, ennek nem lett sok foganatja, és majdnem olyan lett a városrész, mint volt. A személyesen is megkárosodott József nádor jelentős katonai segítséget szervezett, aminek köszönhetően alig két hónappal a tűz után mindenkinek fedél volt a feje felett. Hamarosan ismét virágzásnak indult a Tabán, amelyet végül a filoxéra és az ezt követő elszegényedés döntött romlásba.
A tragédia emlékét a Szent Katalin-templom Szent Flórián-oltára őrzi, amelyen az eseményeket a Duna túlpartjáról végignéző Schöfft József Károly pesti festőművész örökítette meg a  tűzvészt.